# NGC 6891
NGC 6891 est une nébuleuse planétaire située dans la constellation du Dauphin. NGC 6891 a été découverte par l'astronome britannique Ralph Copeland en 1884.

## Observation
Avec une magnitude visuelle apparente de 10,5, on doit utiliser un télescope dont l'ouverture est d'au moins 150 mm pour l'observer.  

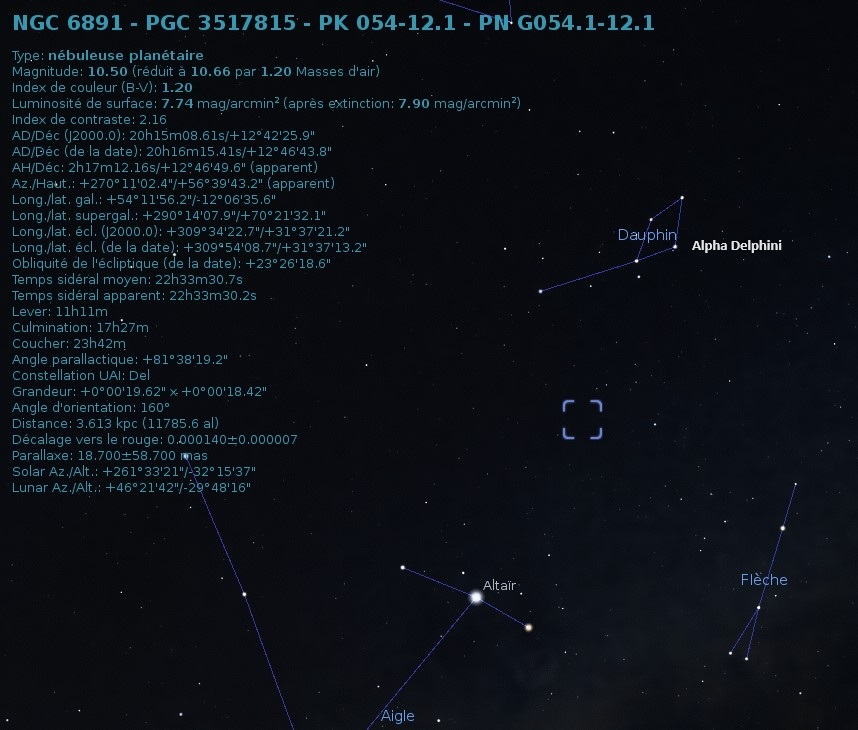
Emplacement de NGC 6891 dans la constellation du Dauphin.

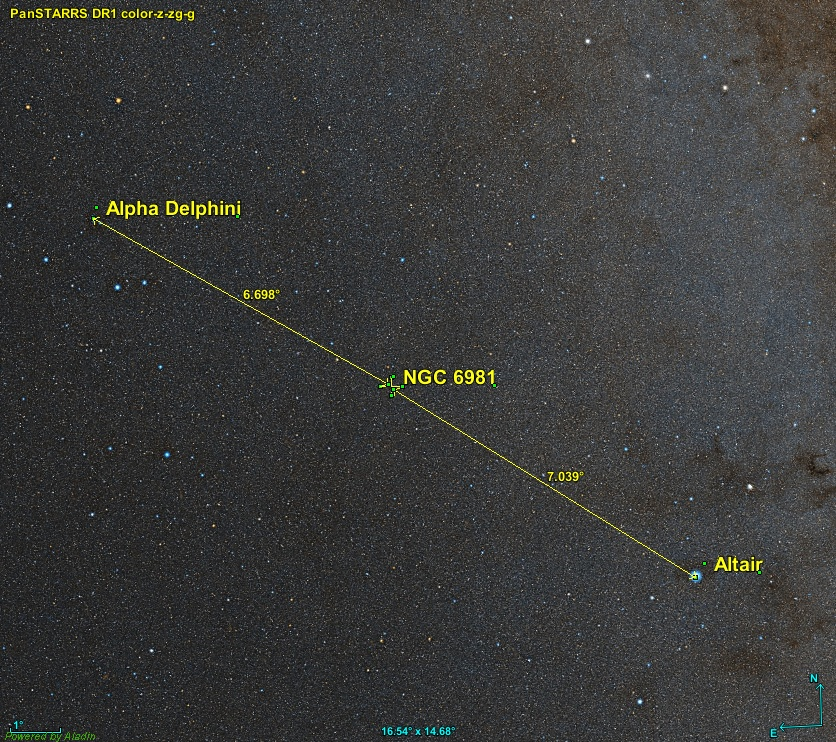
Position de NGC 6891 par rapport à deux étoiles.

La nébuleuse NGC 6891 est située à environ 6,7 degrés au sud-ouest d'Alpha Delphini et à 7,0 degrés au nord-est d'Altaïr.
Comme plusieurs nébuleuses planétaires découvertes par Copeland, NGC 6891 est difficilement discernable d'une étoile ordinaire, sauf si on utilise des filtres. Une comparaison clignotante dans laquelle un filtre bloque la lumière qui n'est pas émise par le nuage gazeux de la nébuleuse est le moyen le plus adéquat pour trouver la source lumineuse qui est une nébuleuse.

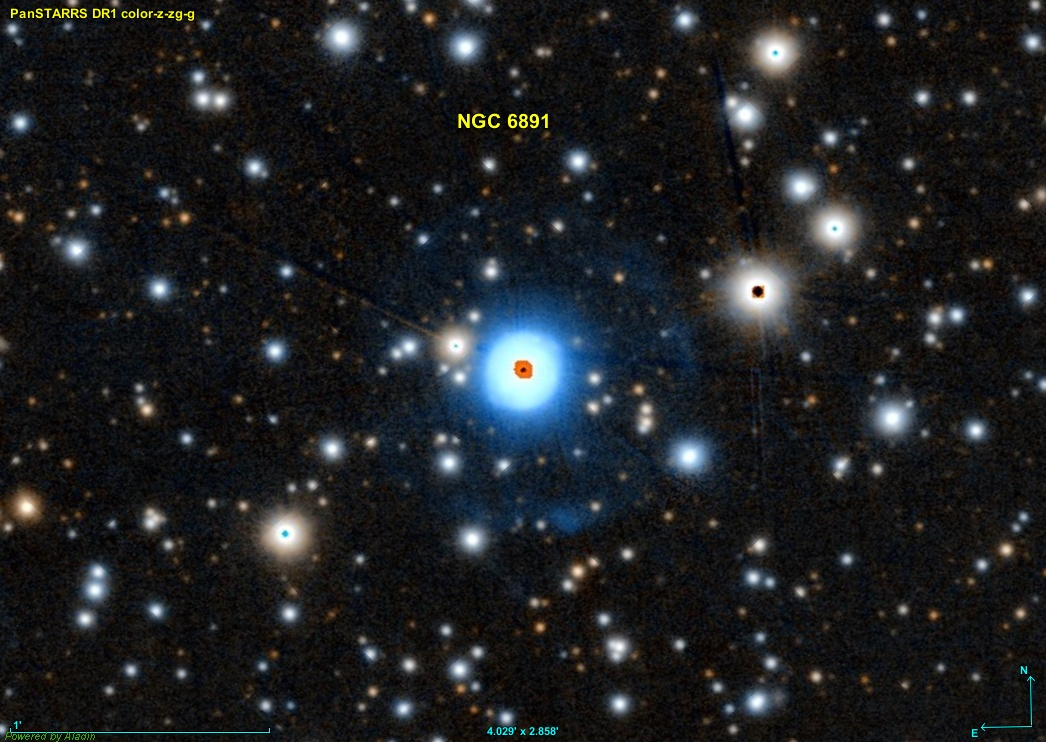
Cette image provenant du relevé Pan-STARRS nous montre à quel point il peut être difficile de distinguer cette nébuleuse d'une étoile.

## Caractéristiques

### Distance, taille et vitesse
Trois distances très sont indiquées sur la base de données Simbad, mais la distance sans doute la plus précise provient de la mesure de la parallaxe de HD 192563, l'étoile au centre de la nébuleuse. Cette mesure a été réalisée par le satellite Gaia et publiée en 2020 sous le titre « GAIA EARLY DATA RELEASE 3 (GAIA EDR3) ». La parallaxe de cette étoile est de 0,388 1 ± 0,032 mas ce qui correspond à une distance de 2 577 ± 212 pc (∼8 410 al).
La taille de la nébuleuse est de 0,35', ce qui, compte tenu de la distance et grâce à un calcul simple, équivaut à une taille réelle de 0,86 ± 0,07 al. Cependant, selon Corradi et ses collègues, NGC 6891 est entourée d'un halo quasi circulaire dont la taille est 38". Si l'on tient compte de ce halo, la taille réelle de cette nébuleuse atteint 1,55 ± 0,42 al.   
Deux valeurs identiques de la vitesses sont aussi indiquées sur Simbad : 42,1 ± 2,0 km/s,.

### Sa structure et son étoile centrale
La température Teff de l'étoile centrale est de 50 000 K et sa masse est de 0,75 {\displaystyle M_{\odot }}.
La structure de NGC 6891 réflète les épisodes d'éjection de matière vécus par l'étoile progénitrice de la nébuleuse lorsqu'elle s'est engagée sur la branche asymptotique des géantes (phase AGB, de l'anglais asymptotic giant branch) dans son évolutioin ainsi que dans sa phase post-AGB. Le halo s'est formé il y a environ 28 000 ans lors de la perte de masse entre les impulsions thermiques dans la phase AGB tardive. Il y a environ 4 800 ans, l'étoile a éjecté la majeure partie de son enveloppe restante, créant ainis les coquilles intermédiaires et internes.
Ces coquilles internes et intermédiaires peuvent être décrites par un modèle simple d'ellipsoïde en expansion à de vitesse de 17 et 10 km/s pour les coquilles internes et de 45 et 28 km/s pour les coquilles intermédiaires. 
Un jet rapide (vexp > 45 km/s) part des extrémités du grand axe de la coque intérieure jusqu'au bord extérieur de cette région. On peut interpréter celui-ci comme un FLIER (en) (de l'anglais Fast, Low-Ionization Emission Region). 
Selon Corradi et ses collègues, la température de l'étoile centrale est d'environ 51 300 K  ({\displaystyle logT=4,71}) et sa luminosité est de 2455 {\displaystyle L_{\odot }} ({\displaystyle log(L/L_{\odot })=3,39}). Selon une source plus récente 2021, l'étoile au centre de cette nébuleuse est de type spectral O(H)3 Ibf. Sa magnitude visuelle est égale à 12,43 et sa masse est estimée à 1,361 {\displaystyle M_{\odot }}. Sa température de surface atteint les 50 kK ({\displaystyle Log(T_{eff})=4,7}) et sa luminosité est égale à 5 370 {\displaystyle L_{\odot }} ({\displaystyle Log(L/L{\odot })=3,73}). Le rayon de la nébuleuse est estimé à 0,077 pc et son âge est de 6 150 ans.